# Rogaland fylke

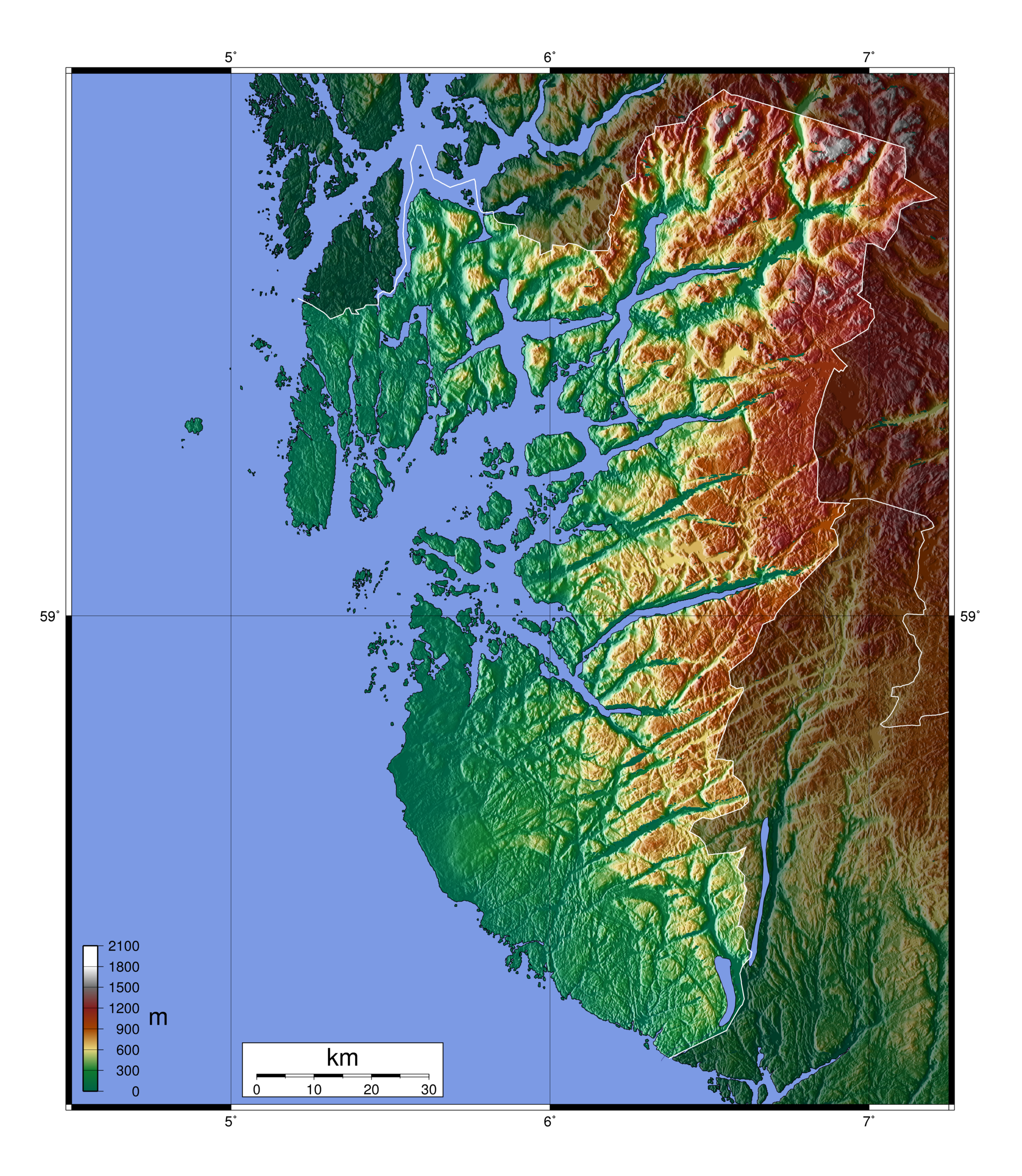
Topografisk karta över Rogaland fylke.

Rogaland fylke är ett fylke på Vestlandet i Norge med en yta på 9 377 km² och 472 000 invånare (2020). Det är Norges fjärde största fylke efter invånarantalet och det näst minsta i areal. Residensstad är Stavanger. 
Rogaland fylke gränsar till Vestland fylke i norr, en kort bit mot Telemark fylke i nordöst samt Agder fylke i öster. Fylket är känt för olja, bördiga åkrar, milda vintrar och vacker natur med gott om fjordar och branta berg.

## Kommuner
I Rogaland fylke finns 23 kommuner:
- Bjerkreims kommun
- Bokns kommun
- Eigersunds kommun
- Gjesdals kommun
- Haugesunds kommun
- Hjelmelands kommun
- Hå kommun
- Karmøy kommun
- Klepps kommun
- Kvitsøy kommun
- Lunds kommun
- Randabergs kommun
- Sandnes kommun
- Sauda kommun
- Sokndals kommun
- Sola kommun
- Stavangers kommun
- Strands kommun
- Suldals kommun
- Time kommun
- Tysværs kommun
- Utsira kommun
- Vindafjords kommun

## Städer
I Rogaland fylke finns tio städer:
- Bryne
- Egersund
- Haugesund
- Jørpeland
- Kopervik
- Sandnes
- Sauda
- Skudeneshavn
- Stavanger (residensstad)
- Åkrehamn